# 静安
静安（じょうあん、延暦9年（790年） - 承和11年3月3日（844年3月25日））は、平安時代前期の法相宗の僧。
奈良西大寺の常騰に師事して法相教学を学び、元興寺に住した。その後近江国比良山の麓に草庵を結んで住した。草庵では仏名経を読み、懺悔の生活を送った。宮中において、838年（承和5年）に仏名会が、840年（承和7年）に灌仏会が静安によってはじめて修され、以後宮中における年中行事の法会となる。その後比良山に妙法寺・最勝寺を開創している。